# Radar trong Chiến tranh thế giới thứ hai
Radar đã ảnh hưởng lớn đến nhiều khía cạnh quan trọng của cuộc chiến tranh thế giới thứ hai. Công nghệ phát hiện và theo dõi dựa trên sóng vô tuyến mang tính cách mạng này đã được cả Đồng minh và phe Trục sử dụng trong Chiến tranh thế giới thứ hai, vốn đã được phát triển độc lập ở một số quốc gia vào giữa những năm 1930. Khi cuộc chiến nổ ra vào tháng 9 năm 1939, cả Vương quốc Anh và Đức đều đã vận hành các hệ thống radar. Tại Anh, nó được gọi là RDF, Hệ thống định tầm và hướng-Range and Direction Finding, trong khi người Đức có hệ thống Funkmeß, với các bộ máy được gọi là Funkmessgerät (thiết bị đo vô tuyến. Trước trận chiến nước Anh giữa 1940, Royal Air Force (Không quân Hoàng gia Anh) đã tích hợp đầy đủ hệ thống RDF vào mạng lưới phòng không quốc gia.
Ở Mỹ, công nghệ radar được đưa ra vào tháng 12 năm 1934, mặc dù vậy, chỉ khi chiến tranh bùng phát, Hoa Kỳ mới nhận ra tiềm năng của công nghệ mới và bắt đầu phát triển các hệ thống radar trên tàu và trên đất liền. Những hệ thống radar đầu tiên được triển khai bởi Hải quân Mỹ đầu 1940, và một năm sau đó là Lục quân Mỹ. RADAR (viết tắt của Định tầm và hướng bằng sóng radio-Radio Detection And Ranging) là tên gọi được Hải quân Mỹ đặt ra vào năm 1940.
Mặc dù lợi ích của vi sóng của phổ tần số vô tuyến đã được biết đến, nhưng các máy phát tạo ra tín hiệu vi sóng có đủ công suất vẫn chưa có sẵn; do đó, tất cả các hệ thống radar ban đầu hoạt động ở tần số thấp hơn (ví dụ, HF hoặc VHF). Vào tháng 2 năm 1940, người Anh đã phát triển được Magnetron, có khả năng tạo ra công suất vi sóng hàng kilowatt, mở ra con đường cho các hệ thống radar thế hệ thứ hai.
Sau khi Pháp thất thủ, ở Anh, người ta nhận ra rằng khả năng sản xuất của Hoa Kỳ là yếu tố quan trọng để giành chiến thắng trước phát xít Đức; do đó, mặc dù Mỹ chưa tham chiến, nhưng Thủ tướng Winston Churchill đã chỉ đạo chia sẻ bí mật công nghệ của Anh cho Mỹ, để tận dụng khả năng sản xuất của Mỹ. Vào mùa hè năm 1940, một phái đoàn các nhà khoa học Anh đã đến Mỹ trong sứ mệnh Tizard. Theo đó, người Anh đã chia sẻ công nghệ radar, trong đó có cả Magnetron. Magnetron của Anh mạnh hơn thiết kế tương tự của người Mỹ gấp 100 lần. Nhờ có người Anh chia sẻ thiết kế và công nghệ Magnetron mà Phòng thí nghiệm Bell giờ đây đã có thể tăng gấp đôi công suất radar thiết kế, đồng thời lập ra Phòng thí nghiệm bức xạ tại MIT để phát triển radar vi sóng.

## Vương quốc Anh
Những nghiên cứu ban đầu về radar được tiến hành dưới sự chỉ đạo của Henry Tizard thuộc Ủy ban nghiên cứu hàng không đầu năm 1935, nhằm đối phó với các máy bay ném bom của Đức. Robert A. Watson-Watt tại Trung tâm nghiên cứu Radio, Slough, đã được yêu cầu tìm hiểu về khái niệm "tia chết" dựa trên sóng radio. Đáp lại, Watson-Watt cùng với trợ lý, Arnold F. Wilkins, cho rằng sẽ thực tế hơn nếu sử dụng radio để phát hiện và theo dõi máy bay địch. Ngày 26/2/1935, một cuộc thử nghiệm mở đầu đã diễn ra (Thử nghiệm Daventry), đã thu được tín hiệu phản xạ từ máy bay. Các quỹ nghiên cứu nhanh chóng được phân bổ, và một dự án phát triển đã được bắt đầu trong bí mật tuyệt đối trên bán đảo Orford Ness, Suffolk. E. G. Bowen chịu trách nhiệm phát triển bộ phát xung tín hiệu. Ngày 17 tháng 6 năm 1935, mẫu radar thử nghiệm đã phát hiện thành công một chiếc máy bay ở khoảng cách 17 dặm. Vào tháng 8 năm đó, kỹ thuật radar được đặt tên là RDF, nghĩa là Định tầm và hướng-Range and Direction Finding.

### Bộ hàng không Anh

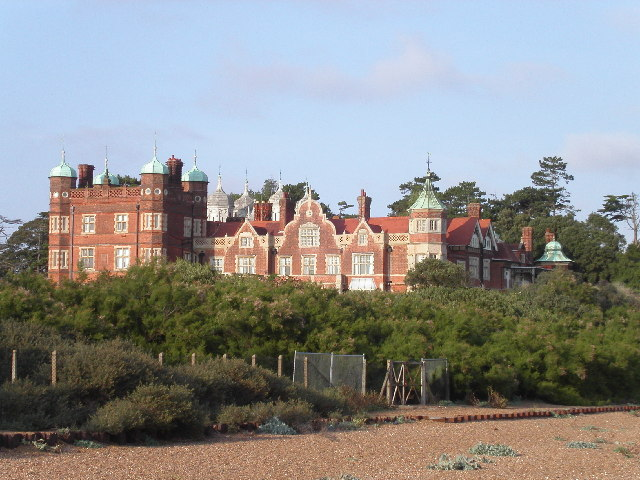
Trang viên Bawdsey

Vào tháng 3 năm 1936, việc nghiên cứu và phát triển hệ thống RDF được chuyển đến Trạm Nghiên cứu Bawdsey đặt tại Trang viên Bawdsey ở Suffolk. Ngoài những hoạt động nghiên cứu của Không quân Anh, Hải quân và Lục quân Anh cũng có những chương trình nghiên cứu radar của mình.
Tại Bawdsey, các kỹ sư và nhà khoa học đã tham gia phát triển RDF, nhưng Watson-Watt, người chỉ đạo dự án đã chuyển từ khía cạnh kỹ thuật sang vấn đề giao diện người và máy. Sau khi xem một cuộc thử nghiệm trong đó kíp vận hành radar đang cố gắng xác định vị trí một máy bay ném bom "tấn công", ông nhận thấy rằng vấn đề chính không phải là công nghệ của radar, mà là quản lý và thông tin. Dựa trên những khuyến nghị của Watson-Watt, đầu năm 1940, Không quân Hoàng gia Anh đã xây dựng trung tâm điều hành, có khả năng truyền tải dữ liệu hiệu quả giữa các mạng lưới chỉ huy radar chain home, có thể theo dõi số lượng lớn máy bay đối phương và hướng các máy bay đánh chặn.

#### Chain Home

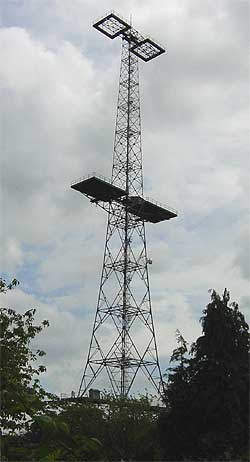
Tháp radar Chain Home tại Great Baddow

Trước khi nổ ra chiến tranh thế giới 2, một vài hệ thống radar trong đó có Chain Home được xây dựng dọc theo bờ biển phía Nam và phía Đông của Vương quốc Anh, dựa trên những nguyên mẫu được nghiên cứu tại Bawdsey. Chain Home là một hệ thống radar đơn giản. Trạm phát sóng bao gồm hai tháp thép cao 300 ft (90 m) được xâu chuỗi với một loạt ăng-ten giữa chúng. Bộ thứ hai gồm các tháp gỗ cao 240 ft (73 m) được sử dụng để thu sóng, với một loạt ăng-ten bắt chéo ở các độ cao khác nhau lên đến 215 ft (65 m). Hầu hết các trạm đều có nhiều hơn một bộ ăng-ten, được điều chỉnh để hoạt động ở các tần số khác nhau.
Các thông số vận hành cơ bản của radar Chain Home:
- Tần số: 20 đến 30 megahertz (MHz) (15 đến 10 mét)
- Công suất tối đa: 350  kilowatt (kW) (sau này là 750 kW)
- Tần số lặp lại xung : 25 và 12,5 pps
- Độ dài xung: 20  micro giây (μs)

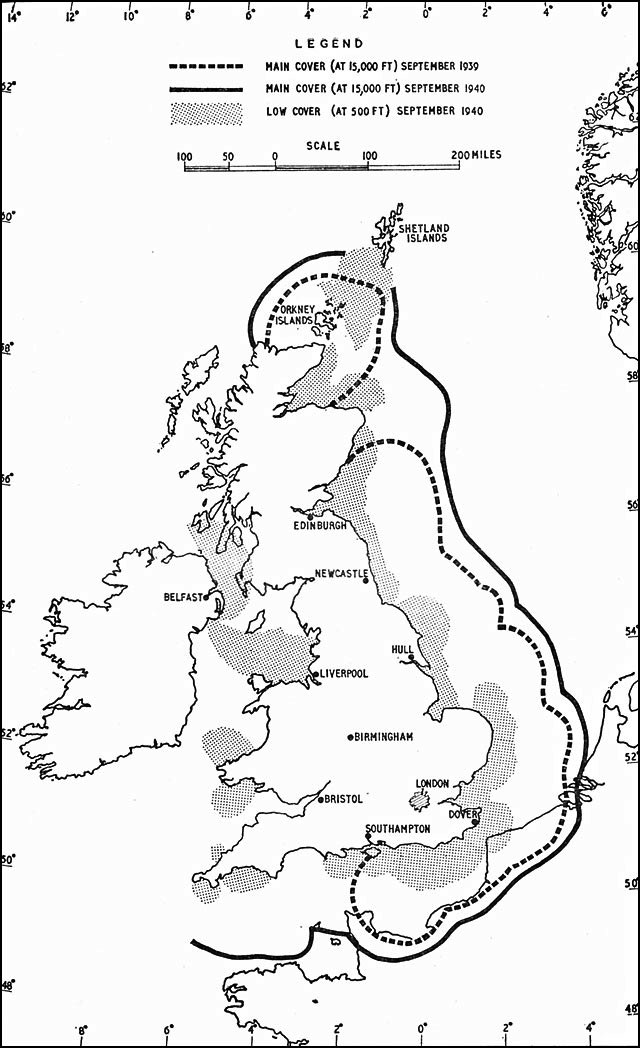
Phạm vi bao phủ của mạng lưới radar Chain Home

Radar Chain Home đã chứng tỏ tính hiệu quả cao trong trận không chiến trên bầu trời nước Anh, đặc biệt là khi phải đối phó với lực lượng không quân Đức mạnh hơn nhiều. Trong khi Luftwaffe dựa vào dữ liệu trinh sát và các cuộc càn quét của máy bay chiến đấu lỗi thời, Không quân Hoàng gia Anh có khả năng xác định với mức độ chính xác cao về sức mạnh của đội hình và các mục tiêu ném bom dự kiến của Không quân Đức. Các trạm radar có khả năng dẫn đường cho một nhóm các máy bay đánh chặn để tiến hành đánh chặn máy bay Đức hiệu quả.
Vào thời gian đầu của các cuộc không chiến, Luftwaffe thực hiện các cuộc đột kích nhỏ nhưng rất hiệu quả vào các trạm radar, bao gồm Ventnor, nhưng các trạm radar này sau đó đã được sửa chữa nhanh chóng. Người Anh cũng tiến hành phát sóng tương tự như sóng radar từ các trạm lân cận để đánh lừa quân Đức rằng các trạm radar vẫn hoạt động. Các cuộc tấn công của Không quân Đức diễn ra lẻ tẻ và trong khoảng thời gian ngắn. Trong suốt cuộc chiến, Bộ chỉ huy tối cao của Đức không ưu tiên tấn công các trạm radar của Anh. 

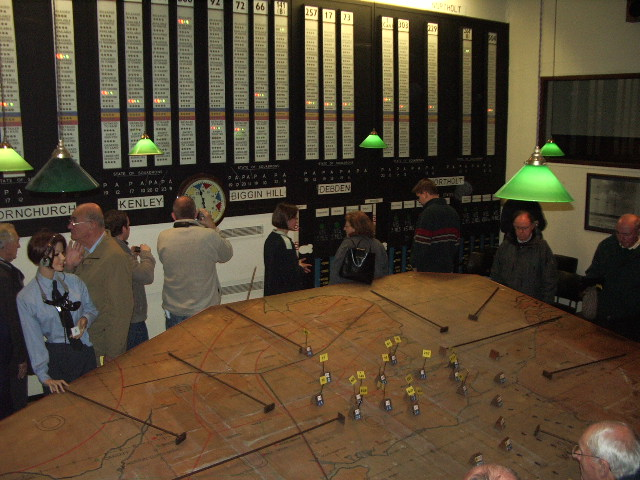
Phòng điều hành trận Không chiến nước Anh tại Không quân Hoàng gia Anh Uxbridge.

Không quân Đức sau đó đã tìm cách thay đổi chiến thuật để tránh sự phát hiện của các trạm radar Chain Home. Các máy bay ném bom sẽ tiếp cận bờ biển nước Anh từ độ cao bay rất thấp. Người Anh đã lường trước điều này, và đã thiết lập các trạm radar chuyên bắt thấp Chain Home Low (CHL). Những hệ thống này được thiết kế để dẫn bắn cho pháo bờ biển, nhưng nhờ chùm tia hẹp, radar CHL có thể quét một khu vực gần mặt đất hơn nhiều mà không bị ảnh hưởng bởi nhiễu từ mặt đất hoặc nước-còn gọi là sự lộn xộn-clutter.

#### Dẫn đường mặt đất

Phạm vi bao phủ của radar Chain Home trong cuộc không kích nước Anh.

Các hệ thống tương tự như Chain Home về sau được bổ sung các màn hiển thị để tạo thành trạm Điều hành đánh chặn mặt đất Ground-Controlled Intercept (GCI) vào tháng 1 năm 1941. Trong những hệ thống này, ăng ten radar được quay bằng cơ khí, sau đó hiển thị trên màn hình điều khiển. Do đó, thay vì một đường kẻ hiển thị ngang dưới cùng của màn hình từ trái sang phải, đường kẻ đó đã được xoay quanh màn hình với cùng tốc độ khi ăng ten đang quay.
Màn hình sẽ hiển thị không phận xung quanh trạm radar cùng với vị trí tất cả các máy bay trong khu vực không phận được hiển thị bằng một chấm sáng. Hệ thống đơn giản hóa lượng thông tin về mục tiêu mà người vận hành phải theo dõi.

#### Radar trang bị trên máy bay
Không quân Đức để tránh sự đánh chặn của các tiêm kích Anh đã chuyển sang bay đêm và trong điều kiện thời tiết xấu. Mặc dù các trạm điều khiển của Không quân Hoàng gia Anh được cảnh báo sớm về vị trí của các máy bay ném bom, nhưng họ không thể làm được gì nhiều trừ khi phi công có thể quan sát trực tiếp mục tiêu.
Vấn đề này đã được các kỹ sư tính đến, và từ năm 1936, một chương trình phát triển radar hàng không trang bị cho các máy bay tiêm kích đã được thực hiện bởi Edward George Bowen. Hệ thống radar này được gọi là Airborne Interception Radar (AI) (Watson-Watt gọi hệ thống radar Chain Home là RDF-1 còn AI là RDF-2A). Hệ thống đã trải qua thử nghiệm và bắt đầu được trang bị cho các máy bay ném bom hạng nhẹ Bristol Blenheim của Không quân Anh từ năm 1939 (sau này là máy bay tiêm kích hạng nặng Bristol Beaufighter).
Trong các giai đoạn sau đó của cuộc chiến, máy bay ném bom ban đêm Mosquito đã được trang bị loại radar AI Mk VIII, cùng với radar thụ động Serrate giúp chúng có khả năng theo dõi các máy bay ném bom đêm của Đức dựa theo tín hiệu từ radar Lichtenstein phát ra, hoặc radar Perfectos có khả năng dò tìm sóng của thiết bị IFF (phân biệt địch ta) trên máy bay Đức. Để đáp lại, người Đức trang bị trên các máy bay ném bom đêm các máy dò tín hiệu thụ động Naxos ZR để phát hiện máy bay của Anh.

#### Radar phát hiện tàu chiến
Trong khi đang phát triển radar để trang bị trên máy bay ném bom ban đêm, nhóm của Bowen đã nhận thấy rằng tín hiệu radar phản xạ từ tàu chiến rất rõ ràng. Điều này là do tàu chiến có mạn tàu thẳng đứng phản xạ tia radar, khiến cho radar có khả năng phát hiện ra tàu chiến từ cự ly vài dặm. Đội ngũ thiết kế đã tập trung vào phát triển radar để phát hiện tàu chiến từ năm 1938.
Radar Air-Surface Vessel Mark I, sử dụng các thiết bị điện tử tương tự như Airborne Interception Radar (AI). Radar này sau đó được thay thế bằng radar Mark II cải tiến, với các anten radar bổ sung bên cạnh sườn giúp máy bay quét được cả hai bên. Phiên bản radar cuối cùng là ASV Mk. II có khả năng phát hiện mục tiêu là tàu ngầm nổi trên mặt nước.

#### Radar bước sóng centimet
Những cải tiến trên magnetron khoang thực hiện bởi John Randall và Harry Boot thuộc trường Đại học Birmingham đầu năm 1940 đã đánh dấu bước tiến lớn về công nghệ radar. Magnetron là một thiết bị có kích thước nhỏ, có khả năng sản sinh ra sóng microwave năng lượng cao và cho phép phát triển radar hoạt động ở băng sóng centimet ở tần số vô tuyến điện cực cao từ 3 đến 30 GHz (bước sóng từ 10 đến 1 cm). Radar sóng centimet có khả năng phát hiện các mục tiêu có kích thước nhỏ hơn nhiều so với các anten cỡ nhỏ được phát triển trước đó. Với radar có bước sóng 2 mét (băng tần VHF, 150 MHz) không thể phát hiện được các mục tiêu có kích thước phản xạ radar nhỏ hơn 2 mét và kích thước ăng ten của những radar loại này cũng phải có đường kính tương đương với bước sóng là 2 mét (đây là lý do mà không thể trang bị radar lên máy bay). Ngược lại, các radar có bước sóng 10 cm có khả năng phát hiện mục tiêu có kích thước 10 cm, và có đường kính ăng ten tương đương.
Ngoài ra, việc bổ sung các máy dao động có thể điều chỉnh và máy trộn sóng cho bộ thu tín hiệu là cần thiết. Đây là những thiết bị đã được phát triển bởi R W Sutton, người đã chế tạo ra klystron phản xạ NR89 (còn gọi là "ống Sutton").
Vào giữa năm 1941, Kiểu 271, radar băng tần S đầu tiên của Hải quân, được đưa vào sử dụng.
Sự ra đời của radar có độ phân giải cao hơn đã giúp Hải quân quân đội Đồng minh có khả năng phát hiện tàu ngầm Đức đang nổi để sạc lại pin từ xa hơn rất nhiều so với bằng mắt thường, không chỉ là vào ban ngày mà còn là vào ban đêm.

## Những phát triển về radar tại Hoa Kỳ
Năm 1922, 2 kỹ sư A. Hoyt Taylor và Leo C. Young, khi đó thuộc Phòng thí nghiệm Vô tuyến Máy bay của Hải quân Hoa Kỳ, nhận thấy rằng một con tàu khi băng qua đường truyền của một đường truyền sóng vô tuyến tạo ra tín hiệu tắt dần trong và ngoài. Họ cho rằng điều này là do Hiệu ứng Doppler, và có thể sử dụng hiện tượng này để theo dõi các con tàu đi qua, nhưng báo cáo của họ không gây được chú ý. Năm 1930, Lawrence A. Hyland, làm việc cùng với Taylor tại Naval Research Laboratory (NRL) cũng phát hiện thấy hiện tượng tương tự khi một chiếc máy bay bay qua. Sau đó Hyland, Taylor, và Young đã đăng ký bằng sáng chế (U.S. No. 1981884, 1934) về "Hệ thống phát hiện vật thể bằng sóng radio". Công việc phát triển radar sau đó được thực hiện bởi nhóm nghiên cứu do Robert M. Page đứng đầu. Tháng 12 năm 1934, radar do nhóm nghiên cứu chế tạo đã phát hiện được máy bay ở cách 1 dặm.
Báo cáo năm 1930 của Taylor đã được chuyển cho Phòng thí nghiệm tín hiệu (SCL). Tại đây, William R. Blair cũng đang phát triển thiết bị có khả năng phát hiện máy bay đối phương bằng bức xạ nhiệt và âm thanh. Sau khi Page phát triển thành công bộ truyền tín hiệu xung, SCL đã tiếp tục phát triển theo hướng này. Năm 1936, Paul E. Watson phát triển hệ thống radar xung, mà đã phát hiện thành công máy bay tại thành phố New York ở cự ly lên tới 7 dặm. Năm 1938, hệ thống này đã được cải tiến trở thành hệ thống có tên gọi Radio Position Finding (RPF), với mã định danh SCR-268, (Signal Corps Radio). Nó hoạt động ở  tần số 200 MHz bước sóng 1,5 m, công suất tối đa 7 KW. Tín hiệu thu được sử dụng để xác định hướng mục tiêu, từ đó giúp chiếu đèn phòng không.
Tại châu Âu, cuộc chiến với Đức đã làm suy yếu nguồn lực của Anh. Do đó, người Anh đã chia sẻ công nghệ cho người Mỹ trong sứ mệnh Tizard để hy vọng có thể dựa vào sức sản xuất rất lớn của Mỹ.
Các nhà khoa học người Anh khi sang Mỹ đã rất bất ngờ vì Hải quân Mỹ cũng có hệ thống radar CXAM, có công nghệ và khả năng tương đương với hệ thống radar Chain Home. Mặc dù Mỹ đã phát triển công nghệ radar độc lập với Anh, tuy nhiên người Mỹ vẫn còn thiếu một vài công nghệ quan trọng, nhất là thiếu khả năng tích hợp radar vào mạng lưới phòng không.
Nhờ có chương trình Tizard, Mỹ đã có bước tiến quan trọng trong phát triển radar. Mặc dù Mỹ đã có khả năng chế tạo bộ phát sóng radio bước sóng 10 cm nhưng người Mỹ thiếu một bộ phát sóng radio công suất cao. Magnetron khoang chính là câu trả lời mà các nhà khoa học Mỹ tìm kiếm, dẫn đến sự ra đời của Phòng thí nghiệm bức xạ trực thuộc MIT. Phòng thí nghiệm này chịu trách nhiệm phát triển hầu hết các radar bước sóng centimet của Mỹ.
Hai phòng thí nghiệm khác của Mỹ cũng tham gia phát triển radar là Radio Research Laboratory (RRL), thành lập gần Đại học Harvard. Phòng thí nghiệm này tập trung vào nghiên cứu các biện pháp đối phó điện tử với radar đối phương. Viện còn lại là Combined Research Group (CRG) đặt tại trụ sở Phòng thí nghiệm Hải quân NRL.

### Liên Xô
Liên Xô và Đức tấn công Ba Lan vào tháng 9/1939 theo Molotov–Ribbentrop Pact; Liên Xô tấn công Phần Lan vào tháng 11 năm 1939. Tháng 6 năm 1941, Đức phá vỡ hiệp ước không xâm phạm với Liên Xô và tấn công Liên Xô. Mặc dù Liên Xô có những nhà khoa học và kỹ sư xuất sắc đã nghiên cứu nền tảng của radar từ sớm, và cũng đạt được những thành tựu về magnetron, nhưng Liên Xô đã bước vào cuộc chiến tranh vệ quốc vĩ đại mà không có trong tay một hệ thống radar hoàn chỉnh.

### Những nghiên cứu trước chiến tranh
The USSR military forces were the Raboche-Krest'yanskaya Krasnaya Armiya (RKKA, the Workers' and Peasants' Red Army), the Raboche-Krest'yansky Krasny Flot (RKKF, the Workers' and Peasants' Red Fleet), and the Voyenno-Vozdushnye Sily (VVS, Soviet Air Forces).
Đến giữa những năm 1930, Không quân Đức đã có đủ khả năng để thâm nhập sâu vào trong lãnh thổ Liên Xô. Tuy nhiên các khẩu đội phòng không phải quan sát máy bay bằng mắt. Đối với trường hợp Không quân Đức ném bom Đêm, Glavnoye artilleriyskoye upravleniye (GAU, Cục pháo binh), phát triển một hệ thống nghe để phát hiện sớm các máy bay đối phương, sau đó sẽ rọi đèn phòng không về hướng máy bay đối phương. Đây cũng là cách mà lực lượng phòng không Liên Xô sử dụng để phát hiện máy bay địch trong ngày nhiều mây và từ các khoảng cách xa; để khắc phục điều này, các nghiên cứu đã được bắt đầu về việc phát hiện máy bay địch bằng radar. Trung tướng M.M. Lobanov thuộc GAU chịu trách nhiệm phát triển lĩnh vực này, và ông đã ghi chép kỹ lưỡng hoạt động này sau đó.

#### Tại Leningrad
Phần lớn những nghiên cứu về sử dụng radar phát hiện máy bay địch thời kỳ đầu được tiến hành tại Leningrad, Leningradskii Elektrofizicheskii Institut, (Leningrad Electro-Physics Institute, LEPI), dưới sự lãnh đạo của nhà vật lý hàng đầu của Liên Xô là Abram F. Ioffe. LEPI tập trung vào hệ thống cảnh báo sớm bằng sóng radio.
Trong khi GAU quan tâm tới việc sử dụng radar để phát hiện mục tiêu, thì Lực lượng phòng không Liên Xô Voiska Protivo-vozdushnoi oborony (PVO) lại quan tâm tới việc xác địch cự ly của máy bay địch. Pavel K. Oshchepkov, nhân viên của PVO tại Moscow, cho rằng để xác định chính xác cự ly của mục tiêu bằng radio thì sóng radio phải có dạng xung. Oshchepkov đã được chuyển tới Leningrad để đứng đầu Viện thiết kế đặc biệt chuyên phát triển radar.

Tại Leningrad, nhóm thiết kế của Oshchepkov đã phát triển một hệ thống định vị vô tuyến thử nghiệm dạng xung hoạt động ở bước sóng 4 m (75 MHz). Thiết bị có công suất tối đa là 1 kW và xung radio có độ dài 10-μs; trạm phát sóng và trạm thu sóng được đặt riêng rẽ. Tháng 4 năm 1937, thử nghiệm đã cho kết quả bắt được mục tiêu bay từ khoảng cách 17 km, độ cao 1,5 km. Tuy nhiên hệ thống không có khả năng đo cự ly. Mặc dù hệ thống radar đầu tiên của Liên Xô chưa có khả năng xác định cự ly của mục tiêu nhưng Oshchepkov được mệnh danh là cha đẻ của radar ở Liên Xô.

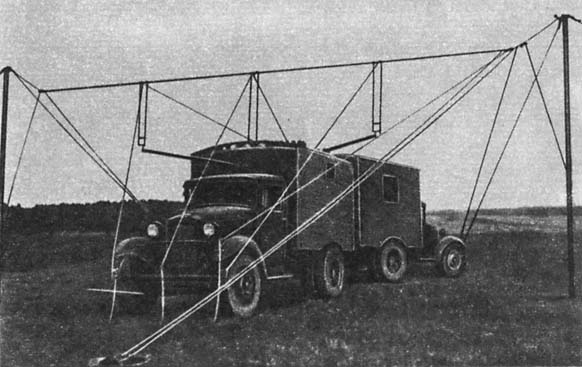
Xe thu sóng của RUS–1

Năm 1935, LEPI được đổi tên thành Nauchno-issledovatel institut-9 (NII-9, Viện nghiên cứu đặc biệt số 9), trực thuộc GAU. Với M. A. Bonch-Bruevich là Giám đốc khoa học, công việc nghiên cứu radar vẫn được tiếp tục. Viện đã phát triển hai nguyên mẫu thử nghiệm đầy hứa hẹn. Radar VHF Bistro và radar vi sóng Burya (Bão). Chúng được tích hợp trên xe tải cơ động, và về sau được mang mã định danh RUS-1 (РУС-1). Hệ thống phát sóng được đặt trên xe đầu kéo, hoạt động ở bước sóng 4,7 m (64 MHz) cùng với 2 xe tải mang hệ thống thu sóng.
Tháng 6 năm 1937, công việc nghiên cứu radar tại Leningrad bị gián đoạn do cuộc Đại thanh trừng của Joseph Stalin, dẫn đến nhiều nhà khoa học bị bắt giam và xử bắn. Oshchepkov bị kết án tù 10 năm và bị đưa vào trại Gulag. NII-9 cũng bị nhắm đến nhưng cuối cùng đã thoát khỏi cuộc thanh trừng. Kết quả cuộc thanh trừng của Stalin đã làm chậm tiến độ nghiên cứu radar đi hơn 1 năm.
RUS-1 đã được thử nghiệm và đưa vào chế tạo từ năm 1939, bắt đầu đưa vào trang bị một lượng nhỏ từ năm 1940, nó trở thành hệ thống radar đầu tiên đưa vào vận hành trong Hồng quân.

Năm 1940, LEPI tiếp tục phát triển thế hệ radar tiếp theo là Redut với công suất tối đa đạt 50-kW và sóng radio xung có độ dài mỗi xung là 10-μs. 

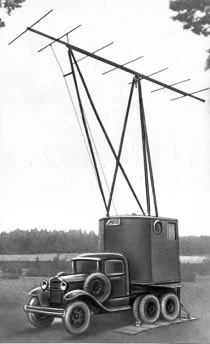
Hệ thống thu tín hiệu RUS–2.

Radar mới được tích hợp màn hiện sóng, giúp hiển thị thông tin về cự ly đến mục tiêu. Tháng 7 năm  1940, hệ thống radar mang định danh mới là RUS-2 (РУС-2). Nhà máy điện tử Svetlana tại Leningrad được giao chế tạo 15 hệ thống radar mới.
RUS-2 có công suất xung phát ra gần 40 kW bước sóng 4 m (75 MHz). Radar được đặt trên xe tải, với 7 phần tử anten Yagi-Uda đặt ở độ cao 5 mét so với trần xe. Cự ly phát hiện mục tiêu bay ở độ cao thấp 500 m là từ 10 đến 30 km, và từ 25 đến 100 km đối với mục tiêu bay cao. Sai số khoảng 1,5 km về cự ly và 7 độ về góc phương vị.

#### Tại Kharkov
Tại Kharkov, các nhà khoa học cũng tổ chức nghiên cứu về radar tại Phòng thí nghiệm dao động điện từ trường-Laboratory of Electromagnetic Oscillations (LEMO) dưới sự lãnh đạo của Abram A. Slutskin.
Tại LEMO, các nhà khoa học tập trung chủ yếu vào nghiên cứu magnetron. Năm 1934, đội ngũ các nhà khoa học đứng đầu là Aleksandr Y. Usikov đã phát triển một magnetron có khả năng phát xung tín hiệu có bước sóng từ 80 đến 20 cm (0,37 đến 1,5 GHz), với công suất từ 30 đến 100 W. Semion Y. Braude chế tạo magnetron có công suất 17 kW đạt hiệu suất 55 % bước sóng 80 cm (370 MHz), có khả năng thay đổi bước sóng khoảng 30%, dải tần số từ 260 MHz đến 480 MHz (ranh giới giữa VHF và UHF).
Năm 1937, NIIIS-KA (Viện Nghiên cứu khoa học của tín hiệu) giao cho LEMO phát triển một hệ thống định vị vô tuyến xung để phát hiện máy bay. Dự án có tên mã là Zenit (một đội bóng nổi tiếng lúc bấy giờ) và do Slutskin đứng đầu. Máy phát do Usikov đảm nhiệm. Thiết bị này sử dụng một magnetron bước sóng 60 cm (500 MHz) phát xung ở thời gian 7–10 μs và cung cấp công suất xung 3 kW, sau đó tăng lên gần 10 kW.
Zenit được thử nghiệm vào tháng 10 năm 1938. Trong đó, một máy bay ném bom hạng trung đã được phát hiện ở tầm 3 km. Sau khi những cải tiến được thực hiện, một cuộc thử nghiệm tiếp tục vào tháng 9 năm 1940. Nó cho thấy rằng ba tọa độ (tầm bay, độ cao và phương vị) của một chiếc máy bay bay ở độ cao từ 4.000 đến 7.000 mét có thể được xác định ở khoảng cách lên tới 25 km, nhưng với độ chính xác kém. Ngoài ra, với các ăng-ten hướng ở một góc thấp, nhiễu từ mặt đất ảnh hưởng nhiều đến radar.
Công việc tại LEMO tiếp tục trên Zenit , chuyển đổi nó thành một hệ thống ăng-ten đơn được chỉ định là Rubin. Tuy nhiên, nỗ lực này đã bị gián đoạn bởi cuộc xâm lược Liên Xô của Đức vào tháng 6 năm 1941. Trong một thời gian ngắn, tất cả các ngành công nghiệp quan trọng và các hoạt động khác ở Kharkov đã được lệnh sơ tán về phía Đông.

### Thời chiến
Khi Chiến tranh vệ quốc vĩ đại của Liên Xô diễn ra, các cơ sở nghiên cứu radar đã được di chuyển về phía Đông.
Một số hệ thống radar khác nhau đã được Liên Xô sản xuất tại các cơ sở di dời trong chiến tranh, cùng khoảng 2.600 bộ radar các loại theo chương trình Lend-Lease.

#### Radar mặt đất
Nhà máy điện tử Sveltana tại Leningrad đã chế tạo được 45 hệ thống radar 45 RUS-1. Chúng đã được triển khai dọc theo biên giới phía Tây và ở Viễn Đông.
Khi các cuộc tấn công bằng đường không vào Leningrad bắt đầu, radar RUS-2 được lắp ráp tại địa điểm thử nghiệm Toksovo đã được đưa vào hoạt động chiến thuật, cung cấp cảnh báo sớm về đội hình của Luftwaffe ( Không quân Đức). Với tầm phát hiện lên đến 100 km, Radar đã cung cấp thông tin kịp thời cho các mạng lưới phòng thủ dân sự và máy bay chiến đấu. Điều này đã thu hút được sự chú ý của các nhà chức trách, những người trước đây tỏ ra không mấy quan tâm đến thiết bị định vị vô tuyến.
Một hệ thống radar RUS-2 được vận hành bởi các nhân viên của viện LPTI đã đi vào hoạt động ngày 22 tháng 7, và đã phát hiện được vụ thâm nhập của 200 máy bay ném bom Đức khi chúng còn cách 100 km. Đây là lần không kích thủ đô Moskva đầu tiên của phát xít Đức.
Một số máy phát và máy thu của hệ thống radar RUS-2 đã được triển khai cố định xung quanh Moskva. Được định danh là RUS-2S hay P2 Pegmatit, những radar này có anten Yagi được gắn trên tháp cao 20 mét và có góc quét 270 độ. Để bổ sung, tháng 1 năm 1942, nhà máy số 339 tại Moscow trở thành nhà máy đầu tiên tại Liên Xô chế tạo radar. Trong năm 1942, nhà máy đã chế tạo và lắp đặt 53 hệ thống RUS-2S xung quanh Moskva và các vị trí trọng yếu khác trên lãnh thổ Liên Xô.
Nhà máy 339 có một đội ngũ cán bộ nghiên cứu và kỹ thuật xuất sắc; cơ quan này trước đó đã được tách ra về mặt hành chính và được chỉ định là Viện Khoa học Công nghiệp Vô tuyến điện số 20 (NII-20). Victor V. Tikhomirov, người tiên phong trong lĩnh vực radar hàng không của Liên Xô, là Giám đốc Kỹ thuật (Sau đó, Viện Nghiên cứu Khoa học Thiết kế Dụng cụ Tikhomirov đã được đặt tên để vinh danh ông). Nhà máy 339 và viện nghiên cứu NII-20 của nó đã trở thành cơ sở chính trong phát triển radar của Liên Xô trong suốt thời gian chiến tranh.
Ngay từ những ngày đầu phát triển và triển khai hệ thống radar, đã có câu hỏi được đặt ra: Làm thế nào để phân biệt máy bay mục tiêu là bạn hay thù ở một khoảng cách xa hàng trăm km? Với sự ra đời của radar RUS-2, vấn đề này càng trở nên cấp thiết. Viện NII-20 đã phát triển một hệ thống nhận diện địch ta trang bị trên máy bay, và đưa vào sản xuất tại nhà máy số 339 từ năm 1943.
Radar RUS-2 được sử dụng chủ yếu bởi lực lượng phòng không Liên Xô (PVO) và đóng vai trò là radar cảnh báo sớm. Cục pháo binh GAU có nhu cầu trang bị radar này cho các khẩu đội pháo phòng không và dẫn bắn cho các khẩu đội này. Sau khi dời về Moscow, nhóm thiết kế radar của NII-9 đã tiếp tục phát triển radar để đáp ứng nhu cầu này của PVO. Trong vòng vài tuần, một nhóm thiết kế dẫn đầu là Mikhail L. Sliozberg cùng với viện NII-20, đã phát triển radar SON (viết tắt của Stancyja Orudijnoi Navodki tiếng Nga: Станция орудийной наводки — Đài radar pháo phòng không) sử dụng magnetron bước sóng 15 cm (2 GHz).
Đầu tháng 10, thử nghiệm radar Son gần Moscow đã cho thấy tính năng của nó rất kém khi so sánh với radar quang học Puazo-3 mà Oshchepkov đã phát triển trước đó. Chương trình phát triển radar Son sau đó đã bị ngừng lại, không tiếp tục phát triển magnetron cho radar. Sau thất bại trong phát triển radar Son, viện NII-9 đã bị chuyển đi và không còn tiếp tục tham gia phát triển radar. Công việc phát triển radar được giao lại cho viện nghiên cứu NII-20.
Ngay sau khi Đức xâm lược Liên Xô, một phái đoàn các sĩ quan quân đội Liên Xô đã được cử sang Vương quốc Anh để tìm kiếm sự hỗ trợ của Anh. Từ các nguồn tin tình báo của mình, Liên Xô đã biết về hệ thống radar RDF (Range and Direction Finding) của Anh, radar dẫn bắn pháo phòng không 50 ly GL Mk II, và đã yêu cầu thử nghiệm thiết bị này để phòng thủ Moskva. Vào đầu tháng 1 năm 1942, Winston Churchill đồng ý gửi một trong những hệ thống này tới Nga, nhưng với điều kiện là nó sẽ được bảo mật hoàn toàn dưới quyền của các sĩ quan Anh và được vận hành bởi các kỹ thuật viên người Anh.
Khi con tàu chở hệ thống radar cập cảng Murmansk, một cảng biển ngoài khơi Biển Bering phía trên Vòng Bắc Cực, thì có một cơn bão mùa đông xuất hiện và việc dỡ hàng phải đợi qua đêm. Sáng hôm sau, toàn bộ hệ thống radar pháo phòng không GL Mk II - đặt trên ba chiếc xe tải - đã biến mất.
Radar của người Anh đã được đưa đến Moscow, nơi mà các kỹ sư của NII-20 và Nhà máy 339 đã kiểm tra tổng thể nó và nhóm các kỹ sư do Sliozberg dẫn đầu nhanh chóng thiết kế đảo ngược. Vào giữa tháng 2, NII-20 thông báo đã chế tạo hệ thống radar Son-2a. Về cơ bản nó là một bản sao trực tiếp của GL Mk II.
Son-2a vận hành sóng vô tuyến bước sóng 5 m (60 MHz), gồm 2 xe chở bộ phát và bộ thu tách biệt, cùng với xe thứ 3 chở máy phát điện.
Son-2a đã được đưa vào sản xuất và trang bị cho Hồng quân Liên Xô vào tháng 12 năm 1942. Đến hết chiến tranh, đã có khoảng 125 hệ thống radar này được chế tạo. Cộng thêm 200 hệ thống radar GL Mk IIIC (phiên bản do Canada cải tiến và sản xuất từ Mk II) được cung cấp theo chương trình Lend-Lease, khiến tổ hợp này trở thành thiết bị radar được sử dụng nhiều nhất ở Liên Xô trong chiến tranh.

#### Radar trên máy bay ném bom
Có nhiều loại máy bay tiêm kích và ném bom mới đã ra đời trước khi chiến tranh diễn ra. Vladimir Petlyakov là kỹ sư trưởng đảm nhiệm phát triển loại máy bay ném bom bổ nhào hai động cơ Petlyakov Pe-2. Quá trình phát triển bị chậm trễ, và Petlyakov phải chịu trách nhiệm và bị đưa vào nhà tù Gulag dành cho các kỹ sư, tại đây, ông đã thực hiện phần lớn các mẫu thiết kế của mình.
Cuối năm 1940, Không quân Liên Xô (VVS) muốn phát triển hệ thống radar trang bị trên máy bay chiến đấu ban đêm có khả năng phát hiện máy bay đối phương. Nhóm nghiên cứu radar tại viện NII-9 tại Leningrad được giao nhiệm vụ thiết kế một loại radar trang bị trên Petlyakov Pe-2. Phần lớn các loại radar sóng vô tuyến được phát triển khi đó thường lớn và nặng nề, để có thể trang bị trên máy bay, radar mới cần phải nhỏ và nhẹ hơn. Đồng thời, kích thước của anten cũng bị giới hạn. Nhóm nghiên cứu đã phát triển radar hàng không có tên Gneis sử dụng klystron phản xạ do Nikolay Devyatkov phát triển. Radar Gneiss có bước sóng làm việc 16 cm (1,8 GHz).
Việc sơ tán viện thiết kế radar NII-9 về Moskva vào tháng 7 năm 1941 đã ảnh hưởng đến sự phát triển của loại radar mới này. Đồng thời việc klystron chưa được đưa vào sản xuất, nên việc phát triển radar bị dừng lại. Tuy nhiên, Không quân Liên Xô vẫn rất cần loại radar mới để trang bị trên Petlyakov Pe-3, một phiên bản với tải trọng lớn hơn Pe-2, mới được đưa vào sản xuất. Một số máy bay Petlyakov Pe-3 được sử dụng trong vai trò chiến đấu ban đêm, do đó rất cần đến radar. Viện thiết kế NII-20 cùng với Nhà máy số 339 đã đảm nhận việc tiếp tục phát triển và chế tạo radar Gneiss-2 và Gneiss-2M với sự chỉ đạo của kỹ sư Victor Tikhomirov.
Radar Gneiss-2 (Гнейс-2), vận hành ở bước sóng 1,5 m (200 MHz). Máy bay chiến đấu ban đêm Pe-3 là một mẫu máy bay hai người lái, với phi công và pháo thủ kiêm điện đài viên. Điện đài viên cũng sẽ đảm nhận vận hành radar Gneiss ngồi phía sau.
Anten của radar được gắn bên trên của bề mặt cánh, với anten phát ở một cánh và anten thu ở bên cánh còn lại. Thân máy bay đóng vai trò chắn sóng giữa anten phát và anten thu. Hệ thống có tầm hoạt động khoảng 4 km và có khả năng tính toán góc phương vị của mục tiêu so với đường bay của máy bay mang radar.
Gneiss-2 đã được sử dụng trong chiến đấu tại Stalingrad tháng 12 năm 1942. Đã có 230 hệ thống radar được chế tạo trong suốt chiến tranh. Một vài hệ thống được trang bị trên Yak-9 và Yak-3, các máy bay chiến đấu trang bị radar đã giúp Không quân Liên Xô có khả năng chiến đấu ngang ngửa với Không quân Đức. Nhà máy 339 cũng đã phát triển riêng radar Gneiss trang bị cho các máy bay Lavochkin La-5 và máy bay cường kích Ilyushin Il-2, nhưng không đưa vào sản xuất loạt.

#### Radar hải quân
Từ năm 1932, việc nghiên cứu radar trên tàu hải quân được thực hiện bởi Aksel Ivanovich Berg. Ông bắt đầu nghiên cứu radar tại Viện nghiên cứu tín hiệu Hải quân (NIIIS-KF), nhưng đã bị ngắt quãng bởi việc bị bắt giam năm 1937 trong cuộc Đại thanh trừng và phải trải qua 3 năm trong tù giam.
Berg được thả vào đầu năm 1940 và tiếp tục công việc nghiên cứu. Ông đã phát triển hệ thống radar cảnh báo sớm Redut-K, được trang bị trên tàu tuần dương hạng nhẹ Molotov tháng 4 năm 1941, đây cũng là tàu chiến đầu tiên của Hạm đội Hải quân Xô Viết có trang bị radar. Chỉ có một vài hệ thống radar được chế tạo và lắp đặt trên tàu chiến.
Giữa năm 1943, vai trò của radar (radiolokatsiya) cuối cùng cũng nhận được sự công nhận. Một hội đồng phát triển radar trực thuộc Ủy ban Quốc phòng được thành lập, với Berg được bầu làm phó Bộ trưởng, chịu trách nhiệm cho việc phát triển tất cả các loại radar tại Liên Xô. Trong khi đó, Berg vẫn dành sự quan tâm chủ yếu tới các hệ thống radar cho Hải quân. Về sau ông đã khai sinh ra ngành điều khiển học tại Liên Xô.
Một số loại radar Hải quân cũng được phát triển nhưng không được đưa vào chế tạo bao gồm Gyuis-1, hoạt động ở bước sóng 1,4 m công suất bức xạ 80 kW. Tiếp theo là radar Redut-K có vai trò cảnh báo sớm; nguyên mẫu radar này được lắp đặt trên tàu khu trục Gromkii năm 1944. Hai radar điều khiển bắn cũng được đưa vào chế tạo: Mars-1 cho tàu tuần dương và Mars-2 cho tàu khu trục. Cả hai được thử nghiệm ngay trước khi chiến tranh kết thúc, sau đó được đưa vào sản xuất với tên định danh Redan-1 và Redan-2.

## Đức
Người Đức đã phát triển các thiết bị sử dụng sóng điện từ để phát hiện vật thể trong không gian từ rất sớm. Năm 1888, Heinrich Hertz đã tiến hành thí nghiệm với sóng điện từ, và nhận thấy rằng sóng điện từ bị phản xạ bởi các bề mặt bằng kim loại. Năm 1904, Christian Hülsmeyer đã nhận được bằng sáng chế cho một thiết bị gọi là Telemobilskop, using a spark gap transmitter giúp 2 con tàu có thể phát hiện ra nhau và tránh va chạm; đây có thể coi là thiết kế radar đầu tiên nhưng radar này không có khả năng xác định khoảng cách. Với sự ra đời của ống vô tuyến và thiết bị điện tử, các hệ thống sử dụng sóng điện từ tương tự đã được phát triển nhưng tất cả đều phát bức xạ radio dạng liên tục và không thể xác định khoảng cách đến mục tiêu.
Năm 1933, nhà vật lý Rudolf Kühnhold, một kỹ sư của Kriegsmarine tại Kiel, đã tiến hành các thí nghiệm với vi sóng để đo khoảng cách tới một mục tiêu. Đối với máy phát sóng, ông nhận được sự hỗ trợ từ hai người chơi vô tuyến nghiệp dư, Paul-Günther Erbslöh và Hans-Karl Freiherr von Willisen. Tháng 1 năm 1934, họ thành lập công ty Gesellschaft für Elektroakustische und Mechanische Apparate (GEMA) chuyên phát triển thiết bị vi sóng này.
Tại GEMA, công việc nghiên cứu Funkmessgerät für Untersuchung (thiết bị sử dụng sóng radio để trinh sát) nhanh chóng được bắt đầu. Với sự cộng tác của Hans Hollmann và Theodor Schultes, viện đã phát triển thành công radar bức xạ liên tục để phát hiện vật thể, tiếp theo Kühnhold đã chuyển hướng nghiên cứu của công ty sang các hệ thống radio xung.
Nhờ những nghiên cứu ban đầu của mình với radar, Kühnhold thường được coi là người khai sinh ra radar tại Đức.
Radar Funkmessgerät do GEMA phát triển có công nghệ tiên tiến hơn các radar tương tự của người Anh và Mỹ, nhưng việc phát triển và trang bị radar không được quân đội Đức chú trọng cho đến khi chiến tranh thế giới II nổ ra, tính đến thời điểm chiến tranh, đã có vài hệ thống radar được triển khai. Phần lớn, điều này là do giới quân sự không đánh giá cao công nghệ radar, đặc biệt là ở cấp cao nhất khi nhà độc tài Adolf Hitler coi radar như một vũ khí phòng thủ và mối quan tâm của ông ta là tấn công. Sẽ phải mất một khoảng thời gian trước khi Luftwaffe sở hữu hệ thống chỉ huy và điều khiển hiệu quả giống như Không quân Hoàng gia Anh.
Ngoài GEMA, còn có các hãng khác nghiên cứu chế tạo radar bao gồm Telefunken, Lorenz, và Siemens & Halske. Đến cuối chiến tranh, GEMA đã dẫn đầu trong phát triển radar tại Đức, với trên 6.000 nhân viên.